# Zygomyia setosa
Zygomyia setosa är en tvåvingeart som beskrevs av Barendrecht 1938. Zygomyia setosa ingår i släktet Zygomyia och familjen svampmyggor. Inga underarter finns listade i Catalogue of Life.